# العرب وجهة نظر يابانية

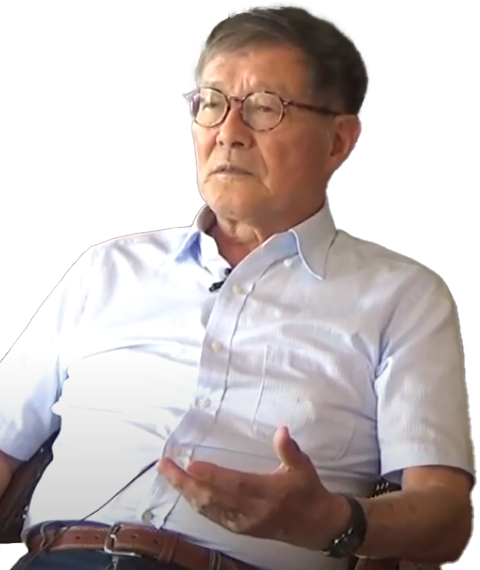
الأستاذ نوبوأكي نوتاهارا - مؤلف كتاب العرب وجهة نظر يابانية

العرب: وجهة نظر يابانية كتاب ألّفه الباحث الياباني للأدب العربي نوبوأكي نوتاهارا (باليابانية:(ぬたはら のぶあき)奴田原 睦明) (بالإنجليزية:Nobuaki Nutahara)(* نوتوهارا نقحرة خاطئة حصلت بسبب طباعة الكتاب بدون إذن المؤلف) ونشر عام 2003. كان عنوانه الأصلي «رحلة البحث عن الأشياء المفقودة» حسب قول المؤلف.
يقول المؤلف أن خبرة أربعين عاما تابع فيها الرواية العربية هي التي دفعته إلى تقديم بعض الأفكار والانطباعات عن الشخصية العربية، وقد عرض المؤلف جوانب الشخصية العربية وسلبياتها حسب فهمه ودراسته للمجتمع العربي. ولذا يؤكد نوتوهارا أن ما توصل إليه من قناعات وآراء كانت وليدة تجربته الذاتية وليس تأثرا بأفكار وقوالب سابقة.
قضى الكاتب حوالي أربعين سنة -إلى فترة تأليفه للكتاب- باحثا في اللغة العربية وآدابها. عاش مدة في مصر ومدة أخرى في سوريا وقد عاش في المدينة والريف والبادية. قضى تسعة عشر عاما مركزا على ثقافة البدو في المجتمعات العربية. وفي كتابه هذا يتطرق إلى بعض مشاهداته مع تحليلاته الشخصية عن المجتمع العربي من وجهة نظره كياباني.

## اقتباسات من الكتاب
المعتاد أن نسمع عن اليابان من أفواه العرب، لكن هذه المرة ما حدث هو العكس تماما. (نوبواكي نوتوهارا) عايش العرب حوالي 40 عاما، وتنقل بين مدنها المختلفة؛ حضرها وريفها. وفي عام 2003، كتب كتابا كاملا عن انطباعاته عن العرب. انطباعات تلخص كثيرا من الواقع العربي، وما يلي أهمها:
- الحكومة لا تعامل الناس بجدية، بل تسخر منهم وتضحك عليهم.
- الشعور بالاختناق والتوتر سمة عامة للمجتمعات العربية. توتر شديد ونظرات عدوانية تملأ الشوارع.
- في مجتمع كمجتمعنا -المجتمع الياباني- نضيف حقائق جديدة، بينما يكتفي العربي باستعادة الحقائق التي اكتشفها في الماضي البعيد.
- الدين أهم ما يتم تعليمه، لكنه لم يمنع الفساد وتدني قيمة الاحترام.
- مشكلة العرب أنهم يعتقدون أن الدين أعطاهم كل العلم! عرفت شخصا لمدة عشرين عاما، ولم يكن يقرأ إلا القرآن. بقي هو ذاته، ولم يتغير.
- لكي نفهم سلوك الإنسان العربي العادي، علينا أن ننتبه دوما لمفهومي الحلال والحرام.
- عقولنا في اليابان عاجزة عن فهم أن يمدح الكاتب السلطة أو أحد أفراد السلطة. هذا غير موجود لدينا على الإطلاق. نحن نستغرب ظاهرة مديح الحاكم، كما نستغرب رفع صوره في أوضاع مختلفة كأنه نجم سينمائي. باختصار، نحن لا نفهم علاقة الكتاب العرب بحكوماتهم.
- المجتمع العربي مشغول بفكرة النمط الواحد، على غرار الحاكم الواحد، لذلك يحاول الناس أن يوحدوا أفكارهم وملابسهم.
- على العرب أن يفهموا التجربة اليابانية، فسيطرة العسكر على الشعب هي سبب دخول البلاد في حروب مجنونة.
- في اليابان، قيادة الدولة المعاصرة أكبر من إمكانيات أي شخص مهما كان موهوبا أو قويا، وهذا المنصب يمارسه المسؤول مرة واحدة فقط، وهكذا نضمن عدم ظهور مركزية فردية مهيمنة. الحال مختلف عند العرب.
- السجناء السياسيون في البلاد العربية ضحوا من أجل الشعب، ولكن الشعب نفسه يضحي بأولئك الشجعان. انعدام حس المسؤولية طاغ في مجتمعاتهم.
- حين يدمر العرب الممتلكات العامة، فهم يعتقدون أنهم يدمرون ممتلكات الحكومة، لا ممتلكاتهم!
- و لا زال العرب يستخدمون القمع والتهديد والضرب خلال التعليم، ويسألون متى بدأ القمع؟!
- يخضع الراكب العربي لاضطهاد سائق التاكسي، فالسائق يختار الراكب حسب وجهته ولا يقل من لا يعجبه شكله. هذا لا يحدث في اليابان!
- الرجل العربي في البيت يلح على تعظيم قيمته، ورفعها إلى السيطرة والزعامة. وفي الحياة العامة، يتصرف وفق ميزاته وقدراته ونوع عمله. هذان الشكلان المتناقضان ينتج عنهما غالبا أنواعا شتى من الرياء والخداع والنفاق.
- أستغرب لماذا تستعمل كلمة (ديمقراطية) كثيرا في العالم العربي!
- مفهوم الشرف والعار يسيطر على مفهوم الثقة في مجالات واسعة من الحياة العربية.
- العرب مورست عليهم العنصرية، ومع هذا فقد شعرت عميقا أنهم يمارسونها ضد بعضهم البعض.
- ضيافة العرب فريدة ممتازة.
- كتب عن فلسطين: (نحن في اليابان عرفنا القضية الفلسطينية عن طريق الغرب، بعدئذ فهمنا أن علينا أن نبحث عن الحقائق بأنفسنا. من المعلوم أن ضوضاء كبيرة أحاطت بالقضية الفلسطينية. بالنسبة لي كان غسان كنفاني هو الصوت الأقوى والأصفى الذي صدقته وسط تلك الضوضاء. شخصياً كنت في حيرة – ومثلي الكثير من اليابانيين – وبالمصادفة قرأت إنتاج غسان كنفاني القصصي، بعد تلك القراءة شعرت أنني أقف أمام القضية الفلسطينية).
- لماذا لا يستفيد العرب من تجاربهم؟ لماذا يكرر العرب أخطاءهم؟
- فهمت أن المواطن العربي يقرن بين الأملاك العامة والسلطة، وهو نفسيا في لاوعيه على الأقل ينتقم سلبيا من السلطة القمعية فيدمر وطنه بانتقامه.
- السجناء السياسيون في البلدان العربية ضحوا من أجل الشعب، ولكن الشعب نفسه يضحي بأولئك الأفراد الشجعان، فلم نسمع عن مظاهرة أو إضراب أو احتجاج عام في أي بلد عربي من أجل قضية السجناء السياسيين. أن الناس في الوطن العربي يتصرفون مع قضية السجين السياسي على أنها قضية فردية وعلى أسرة السجين وحدها أن تواجه أعباءها! إن ذلك من أخطر مظاهر عدم الشعور بالمسؤولية.
- إن حل مشكلة ما، أو تجاوز جريمة ما لا يكون بإيجاد مشكلة جديدة، أو ارتكاب جريمة جديدة ... الجريمة امتحان كبير لعدالة البشر، ولوعيهم ومسؤوليتهم، وامتحان للكرامة والشرف والضمير في وقت واحد.

## وصلات خارجية
- آراء القراء حول كتاب العرب وجهة نظر يابانية  على موقع أبجد
- الأكاديمي والمترجم الياباني نوتاهارا يستعيد ذكرياته عن مصر في حوار خاص ل <<أخبار الأدب>> : نجيب محفوظ لم يجد مكانه اللائق في اليابان (مصرس)
- «الملحق الثقافي» يحاور المفكر والمترجم الياباني نوبوأكي نوتاهارا (الاتحاد الاشتراكي)
- لماذا يُترجمون الأدب العربيّ إلى اللغة اليابانيّة؟ نظرة على النصوص المُحاذية للأعمال المُترجمة (منتدى العلاقات العربية والدولية)
- جائزة الشيخ حمد للترجمة والتفاهم الدولي - دورة 2018 (فئة الإنجاز في اللغات الأخرى)
- المقابلة مع صاحب الكتاب الأستاذ نوبوأكي نوتاهارا 【東京外国語大学名誉教授 奴田原睦明】自分を貫くとは、どう言う事か？戦争難民から登りつめたそのマインドに迫る